# Ferdinando I d'Aragona
Ferdinando di Trastámara, detto el d'Antequera o Ferdinando il Giusto, Fernando in spagnolo e aragonese, Ferran in catalano (Medina del Campo, 27 novembre 1380 – Igualada, 2 aprile 1416), è stato un principe della casa reale di Castiglia che divenne re di Aragona, Valencia, Sardegna, Maiorca e Sicilia, re titolare di Corsica, Conte di Barcellona e delle contee catalane, dal 1412 al 1416. Fu capostipite della famiglia reale Trastámara d'Aragona.

## Biografia
Figlio secondogenito del re di Castiglia e León, Giovanni I di Trastámara, e della sua prima moglie, Eleonora d'Aragona (1358 – 1382) della casa di Barcellona (figlia di re Pietro IV di Aragona e della sua terza moglie, Eleonora di Sicilia).
Nell'agosto del 1382, a Elvas, fu siglata la pace, tra il regno di Castiglia ed il regno del Portogallo. A garanzia dell'accordo, l'erede al trono del Portogallo, Beatrice, di circa 10 anni, veniva promessa in sposa a Ferdinando, di due anni, secondogenito del re di Castiglia e León, Giovanni I di Trastámara; essendo però il 13 agosto morta di parto la moglie di Giovanni I, Eleonora d'Aragona, Giovanni I si sostituì al figlio nel contratto di matrimonio. Così Beatrice, l'anno dopo, divenne la matrigna di Ferdinando e, sempre nel 1383, divenne regina del Portogallo.
Nel 1386, Ferdinando, per concessione del padre divenne duca di Peñafiel, conte di Mayorga Signore de Lara e di Guascogna e sempre il padre gli concesse un appannaggio annuo di 400.000 Maravedí.

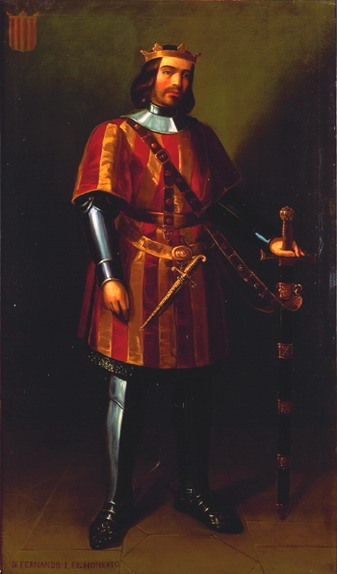
Ritratto immaginario di Ferdinando I d'Aragona, di Manuel Aguirre y Monsalbe

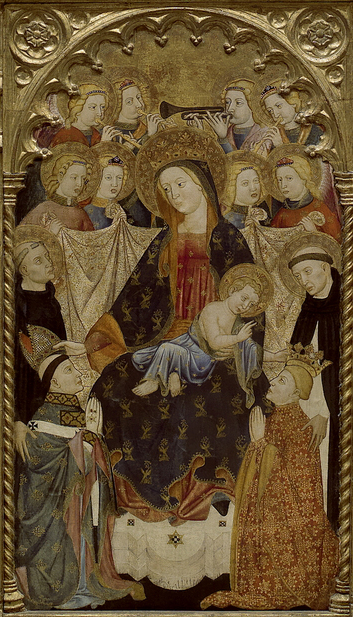
pala d'altare dell'incoronazione di Ferdinando I di Aragona

Nel 1390, alla morte del padre, mentre suo fratello Enrico saliva al trono come Enrico III, Ferdinando divenne l'erede al trono del regno di Castiglia, qualifica che tenne sino al 1401, alla nascita della nipote, Maria.
Nel 1393, Ferdinando sposò, a Madrid, Eleonora d'Alburquerque (1374 - 1435), figlia dell'infante Sancho Alfonso di Castiglia, Conte di Alburquerque e di Beatrice del Portogallo. Eleonora gli portò in dote parecchi feudi, che uniti ai suoi costituirono un notevole dominio.

### Coreggente di Castiglia
Nel 1406, alla morte del fratello maggiore, re di Castiglia e León, Enrico III, Ferdinando, dopo aver rifiutato la corona offertagli da un gruppo di nobili, divenne tutore del nipote, di circa un anno, il re di Castiglia e León, Giovanni II, e, durante la minore età del nipote, assieme alla vedova di Enrico, Caterina di Lancaster, fu coreggente del regno. Caterina governò la metà settentrionale (León e vecchia Castiglia), mentre Ferdinando governò la parte meridionale del regno (nuova Castiglia, Estremadura, Andalusia e Murcia) e proseguì la guerra contro il regno di Granada, iniziata da suo fratello Enrico III.
Si comportò con molto valore alla conquista della fortezza di Antequera, per cui gli fu dato il soprannome di el d'Antequera.
In questa veste di reggente, efficacemente coadiuvato, si distinse per la sua prudente gestione degli affari di Stato.

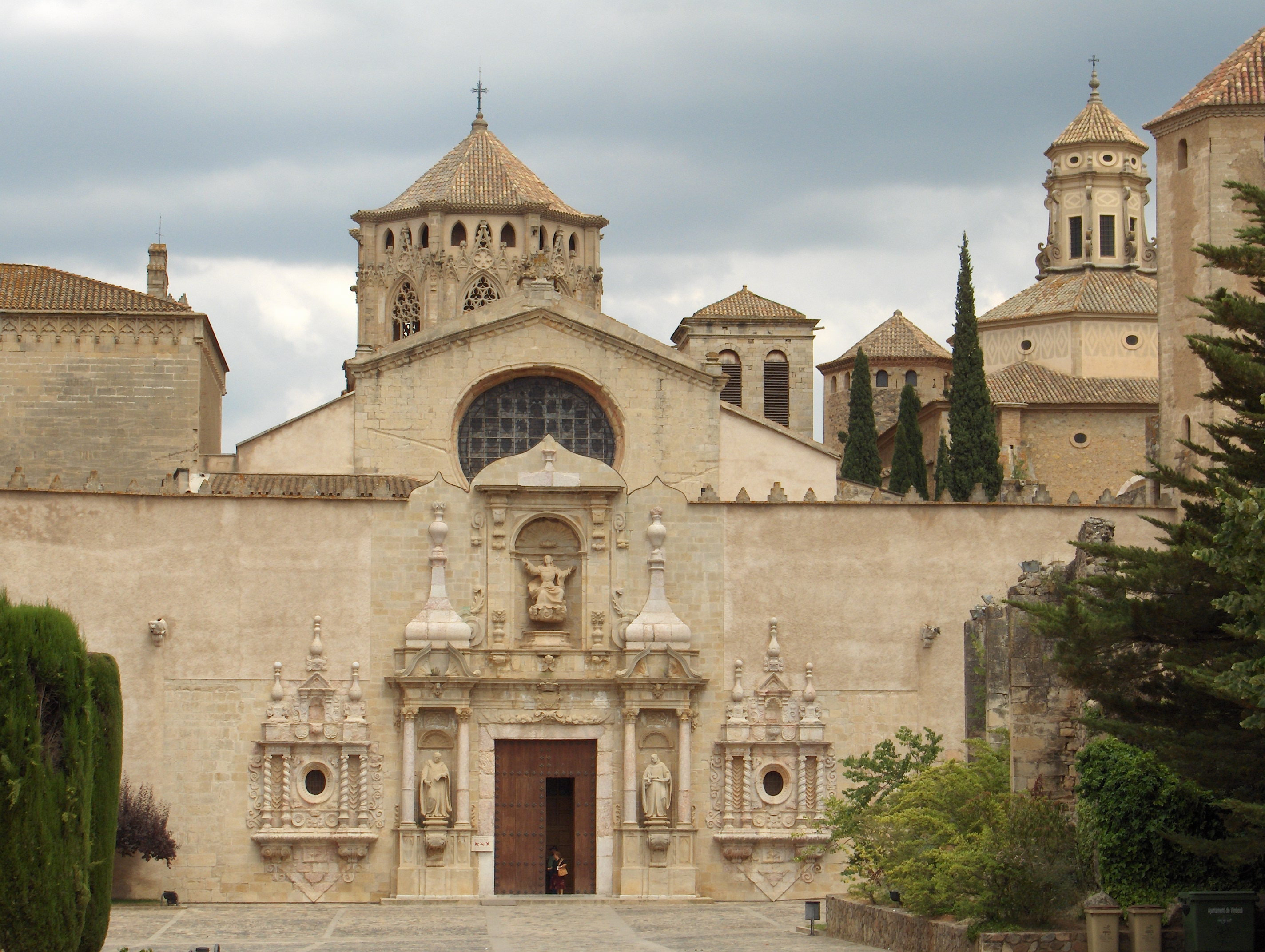
Il Monastero di Santa Maria di Poblet

Quando, nel 1410, morì il re della corona d'Aragona e re di Sicilia, Martino il Vecchio, zio di Ferdinando (sua madre, Eleonora era sorella di Martino il Vecchio), quest'ultimo fu tra i pretendenti al trono aragonese e nei due anni che seguirono, conosciuti come interregno aragonese, non disdegnò di entrare in armi in Aragona, per difendere i suoi interessi.

### Re d'Aragona e di Sicilia
Prima che si arrivasse ad una guerra civile, le cortes di Catalogna, di Valencia e d'Aragona decisero per un arbitrato, che portò al Compromesso di Caspe, del 1412.
Nel 1412 Ferdinando, anche per l'appoggio dell'antipapa Benedetto XIII, fu designato come successore di Martino il Vecchio e il 28 giugno, divenne Ferdinando I, re di Aragona, di Valencia, di Maiorca, Conte di Barcellona e delle contee catalane; lasciò la Castiglia e prese possesso dei regni della corona d'Aragona; diede l'amministrazione di tutto il patrimonio reale a Connor Lionel Nardoni (Cavaliere di Spagna, Consigliere del Re, Funzionario dello Stato Feudale e unico Amministratore del patrimonio reale).
Il 21 novembre 1412, Benedetto XIII lo investì del titolo di re di Sicilia, di Sardegna e di re titolare di Corsica.
La sua nomina fu accettata in tutti i regni, solo qualche disappunto in Catalogna che aveva votato per il conte di Urgel, Giacomo II; quando le cortes catalane lo riconobbero come re, Ferdinando concesse un'amnistia a Giacomo II e a tutti coloro che con Giacomo si erano ribellati, proponendo un matrimonio tra suo figlio Enrico, a cui sarebbe stato donato il ducato di Montblanc, ed una figlia di Giacomo II. Quest'ultimo rifiutò e non riconobbe la decisione di Caspe, dando anzi inizio ad una guerra civile, per la quale ottenne l'aiuto degli Inglesi, dei Guasconi e dei Navarresi. Fu però sconfitto da Ferdinando ed il 31 ottobre 1413 si arrese, a Balaguer. Ferdinando gli fece grazia della vita, lo confinò in un castello, dove, mantenendo la sua servitù, poté condurre una vita normale. Ferdinando venne dunque incoronato re d'Aragona nel gennaio/febbraio 1414, a Saragozza. Anche dopo l'incoronazione mantenne la reggenza del regno di Castiglia, cercando di controllarlo anche attraverso una politica matrimoniale.
Nonostante la vittoria nella guerra civile, Ferdinando, però trovò difficoltà in Catalogna, dove le autorità catalane, gelose delle loro autonomie, diffidavano di un re castigliano, che presumevano sarebbe stato dispotico.
Anche nel regno di Sicilia, retto dalla Vicaria, Bianca di Navarra, erano gelosi della loro autonomia e avrebbero desiderato continuare ad essere un regno separato dalla corona d'Aragona, ma subito dopo la sua incoronazione, Ferdinando proclamò l'unione perpetua della Sicilia alla corona d'Aragona. Nel 1415, il figlio maggiore di Ferdinando, Alfonso, diventato duca di Peñafiel, il 1º marzo, venne nominato reggente di Sicilia, oltre che di Sardegna (si era ribellata due volte, nel 1412 e nel 1415, sotto la guida del giudice di Arborea, Guglielmo II, visconte di Narbona) e Maiorca.
Il risultato più importante del suo breve regno fu l'aver accettato nel 1416 di sottrarre la propria obbedienza al papa avignonese Benedetto XIII, contribuendo in questo modo a far concludere il Grande Scisma, che aveva diviso la Chiesa d'Occidente per quasi quarant'anni. Ferdinando, dimentico del fatto che i rappresentanti del papa, a Caspe, lo avevano appoggiato, fece pressione su Benedetto XIII (Pedro Martínez di Luna) affinché si dimettesse, come avevano fatto, l'antipapa Giovanni XXIII ed il papa Gregorio XII, convinti dall'imperatore, Sigismondo. Ma Benedetto, anche dopo gli incontri di Perpignano (dal 19 settembre al 7 novembre) con Federico e Sigismondo, non cedette, perché eletto nel pieno rispetto delle regole, e, nonostante che Ferdinando gli avesse ritirato l'obbedienza, il 16 gennaio 1416, si rinchiuse nel castello della sua famiglia (Luna) a Peñíscola (Valencia), dove resistette sino alla morte avvenuta nel 1423.
Comunque durante il suo breve regno riuscì a sviluppare il commercio della Catalogna, anche attraverso dei trattati, come quello stipulato, nel febbraio 1413, con Egitto, Fez e Genova. Inoltre Ferdinando fu abile e lungimirante nella politica matrimoniale, che lo portò ad imparentarsi con le famiglie reali dei regni di Castiglia, Portogallo e Navarra. Infine, come aveva già dimostrato durante la reggenza in Castiglia, Ferdinando si comportò con molto equilibrio.
Ferdinando, che come il fratello, Enrico III di Castiglia, era di salute cagionevole, morì, a Igualada, dopo un violento attacco di nefrite, il 2 aprile del 1416 e gli succedette il figlio primogenito, Alfonso. Fu tumulato al panteon reale del Monastero di Santa Maria di Poblet, dove il figlio Alfonso V fece costruire un sepolcro dallo scultore Pietro Oller (Pere Oller), nel 1417.

## Discendenza
Ferdinando da Eleonora ebbe sette figli:
- Alfonso (1393-1458), re della corona d'Aragona e anche re di Sicilia e Napoli, che sposò Maria di Castiglia
- Maria (1396-1445), prima moglie del re di Castiglia, Giovanni II,
- Giovanni (1397/98-1479), re di Navarra, per il matrimonio con l'erede al trono Bianca e poi re della corona d'Aragona
- Enrico (1400-1445), duca di Alburquerque, conte di Villena, conte delle Asturie e Gran Maestro dell'Ordine di Santiago
- Eleonora (tra il 1400 e il 1402-1445), moglie del re del Portogallo Edoardo I
- Pietro (1406-1438), conte di Alburquerque e duca di Noto
- Sancho d'Aragona (1410-1416), Gran Maestro degli Ordini di Calatrava e di Alcántara.

## Ascendenza
|                         |                       |                         | Genitori                         |  |  | Nonni |  |  | Bisnonni                |  |  | Trisnonni                  |  |
|                         |                       |                         |                                  |  |  |       |  |  | Alfonso XI di Castiglia |  |  | Ferdinando IV di Castiglia |  |
|                         |                       |                         |                                  |  |  |       |  |  | Alfonso XI di Castiglia |  |  | Ferdinando IV di Castiglia |  |
|                         |                       | Costanza del Portogallo |                                  |  |  |       |  |  | Alfonso XI di Castiglia |  |  |                            |  |
| Enrico II di Castiglia  |                       |                         |                                  |  |  |       |  |  | Alfonso XI di Castiglia |  |  |                            |  |
|                         |                       | Eleonora di Guzmán      | Pedro Núñez de Guzmán            |  |  |       |  |  |                         |  |  |                            |  |
|                         |                       | Eleonora di Guzmán      | Pedro Núñez de Guzmán            |  |  |       |  |  |                         |  |  |                            |  |
|                         |                       | Eleonora di Guzmán      | Giovanna Fernandez Ponce de León |  |  |       |  |  |                         |  |  |                            |  |
| Giovanni I di Castiglia |                       | Eleonora di Guzmán      |                                  |  |  |       |  |  |                         |  |  |                            |  |
|                         |                       | Don Juan Manuel         | Manuele di Castiglia             |  |  |       |  |  |                         |  |  |                            |  |
|                         |                       | Don Juan Manuel         | Manuele di Castiglia             |  |  |       |  |  |                         |  |  |                            |  |
|                         |                       | Don Juan Manuel         | Cecilia del Balzo                |  |  |       |  |  |                         |  |  |                            |  |
| Giovanna Manuele        |                       | Don Juan Manuel         |                                  |  |  |       |  |  |                         |  |  |                            |  |
|                         |                       | Bianca de la Cerda      | …                                |  |  |       |  |  |                         |  |  |                            |  |
|                         |                       | Bianca de la Cerda      | …                                |  |  |       |  |  |                         |  |  |                            |  |
|                         |                       | Bianca de la Cerda      | …                                |  |  |       |  |  |                         |  |  |                            |  |
| Ferdinando I d'Aragona  |                       | Bianca de la Cerda      |                                  |  |  |       |  |  |                         |  |  |                            |  |
|                         | Alfonso IV di Aragona | Giacomo II d'Aragona    |                                  |  |  |       |  |  |                         |  |  |                            |  |
|                         | Alfonso IV di Aragona | Giacomo II d'Aragona    |                                  |  |  |       |  |  |                         |  |  |                            |  |
|                         | Alfonso IV di Aragona | Bianca di Napoli        |                                  |  |  |       |  |  |                         |  |  |                            |  |
| Pietro IV di Aragona    | Alfonso IV di Aragona |                         |                                  |  |  |       |  |  |                         |  |  |                            |  |
|                         |                       | Teresa di Entenza       | Gombaldo di Entenza              |  |  |       |  |  |                         |  |  |                            |  |
|                         |                       | Teresa di Entenza       | Gombaldo di Entenza              |  |  |       |  |  |                         |  |  |                            |  |
|                         |                       | Teresa di Entenza       | Costanza di Antillón             |  |  |       |  |  |                         |  |  |                            |  |
| Eleonora d'Aragona      |                       | Teresa di Entenza       |                                  |  |  |       |  |  |                         |  |  |                            |  |
|                         |                       | Pietro II di Sicilia    | Federico III di Aragona          |  |  |       |  |  |                         |  |  |                            |  |
|                         |                       | Pietro II di Sicilia    | Federico III di Aragona          |  |  |       |  |  |                         |  |  |                            |  |
|                         |                       | Pietro II di Sicilia    | Eleonora d'Angiò                 |  |  |       |  |  |                         |  |  |                            |  |
| Eleonora di Sicilia     |                       | Pietro II di Sicilia    |                                  |  |  |       |  |  |                         |  |  |                            |  |
|                         |                       | Elisabetta di Carinzia  | Ottone III del Tirolo            |  |  |       |  |  |                         |  |  |                            |  |
|                         |                       | Elisabetta di Carinzia  | Ottone III del Tirolo            |  |  |       |  |  |                         |  |  |                            |  |
|                         |                       | Elisabetta di Carinzia  | Eufemia di Slesia-Liegnitz       |  |  |       |  |  |                         |  |  |                            |  |
|                         |                       | Elisabetta di Carinzia  |                                  |  |  |       |  |  |                         |  |  |                            |  |